# Phil Spector
Phil Spector, właśc. Harvey Phillip Spector (ur. 26 grudnia 1939 w Nowym Jorku, zm. 16 stycznia 2021 w French Camp) – amerykański producent muzyczny i muzyk aktywny zawodowo głównie w latach 60. i 70. XX wieku.
Zasłynął głównie wprowadzając innowacyjną technikę zwaną „ścianą dźwięku”.

## Kariera
Początki jego kariery to współpraca z zespołami, takimi jak The Teddy Bears (w którym poza pracą producenta pełnił rolę wokalisty) i girlsbandami, jak The Ronettes. Później współpracował, m.in. z The Beatles, Johnem Lennonem, George’em Harrisonem czy Ramones.
W 1989 roku, za swój wkład w rozwój muzyki, został wprowadzony do Rock and Roll Hall of Fame.
W 2003 roku album Phil Spector: A Christmas Gift for You został sklasyfikowany na 142. miejscu listy 500 albumów wszech czasów magazynu „Rolling Stone”.
W 2003 roku został oskarżony o morderstwo aktorki Lany Clarkson. 15 kwietnia 2009 roku został uznany za winnego i 29 maja tego samego roku skazany za morderstwo drugiego stopnia na karę dożywotniego pozbawienia wolności z możliwością ubiegania się o przedterminowe zwolnienie warunkowe po odbyciu 19 lat z zasądzonej kary. W 2011 roku ubiegał się o ponowne rozpatrzenie sprawy, ale jego prośba nie została przyjęta.
Zmarł w więzieniu w związku z komplikacjami po zakażeniu koronawirusem SARS-CoV-2 wywołującym chorobę COVID-19.

## Dyskografia
Jako producent
- 1963: A Christmas Gift for You from Phil Spector – różni wykonawcy
- 1970: All Things Must Pass – George Harrison
- 1970: Let It Be – The Beatles
- 1970: John Lennon/Plastic Ono Band – John Lennon
- 1971: The Concert for Bangla Desh – George Harrison, różni wykonawcy
- 1971: Imagine – John Lennon
- 1972: Some Time in New York City – John Lennon i Yoko Ono
- 1977: Death of a Ladies’ Man – Leonard Cohen
- 1980: End of the Century – Ramones
- 1981: Season of Glass – Yoko Ono
- 1991: Back to Mono (1958–1969) – różni wykonawcy